# 劍潭山
劍潭山位於台灣台北市士林區及中山區，為五指山山脈主稜最西側之小山丘，稜線轉南經圓山飯店後沒入基隆河。標高153公尺，連其山麓緩坡蔓延約2.7公里，山頂有二等三角點基石，編號1064，為台灣小百岳之一。該山因為臨劍潭，故以劍潭山為名。該山區域約在台北圓山與士林街道之間。2007年，台北市政府在劍潭山設置親山步道。

## 地名
劍潭此地名，與17世紀的漢人鄭成功息息相關。相傳1660年代，鄭成功及其所屬軍隊行經此河河段時，遇見神怪與神怪造成的大風浪，為伏怪，鄭成功拋一身邊寶劍，始降服神怪。後人為紀念此事件，故將該河段與所涵蓋流域皆以劍潭命名。不過，經後代考證，此一民間傳說並不確實。

## 概述
劍潭山區域十分寬廣，其路徑高達2.7公里。但因為1945年-1980年代長期軍事管制原因，並沒有遭到多少人為破壞。惟因1950年代後，設於該地許多建物或景點皆以圓山命名；如圓山大飯店、圓山育樂中心（圓山保齡球館）、圓山風景區等等，近年一般訪客多把劍潭山與圓山在名稱與範圍上多為搞混與併用。
台北市政府於軍事管制開放後，設置劍潭山步道，惜開放後因缺乏管理，該步道範圍遍佈違建。不過，其山間的密林，多樣式植物，還有偶見的五色鳥及綠繡眼，仍為其特色。
劍潭山山頭於日治時期豎立台灣神社，戰後原址則興建台北市重要地標之一的圓山大飯店。另外，銘傳大學、劍潭公園、北安公園、忠烈祠、開臺聖王成功廟等等也設立於該山範圍內。

## 三好十美
台北市政府推廣劍潭山的休閒觀光，設有三大主題步道與十大景點，俗稱三好十美。三好指的是三條主題步道，分別是好玩步道、好神步道與好美步道。十美指的是十大景點，分別是圓山飯店、藍鵲地景景觀區、林間樂活區、昆蟲之森、崗哨體驗區、繁榮臺北、觀音夕照、老地方、飛羽的家、隧道體驗場。

## 外部連結
- 劍潭山步道 自然步道協會（页面存档备份，存于）
- 休閒遊憩主題網  劍潭山親山步道  臺北市政府工務局大地工程處（页面存档备份，存于）
- 五指山系_劍潭山親山步道  臺北旅遊網